# Ross Turnbull (rugbysta)
Ross Turnbull (ur. 6 stycznia 1941 w Newcastle, zm. 7 marca 2015 w Sydney) – australijski rugbysta, reprezentant kraju, prawnik, działacz sportowy i administrator, jeden z inicjatorów stworzenia Pucharu Świata i propagator profesjonalizmu w tym sporcie.

## Zawodnik
Zaczął grać w rugby w Knox Grammar School w Sydney, a po powrocie do Newcastle, gdzie rozpoczął pracę w firmie prawniczej, związał się z trenowanym przez Rona Meadowsa Wanderers RFC, z którym odnosił sukcesy w lokalnych rozgrywkach. Grał także dla NSW Country, także przeciwko All Blacks, zaś w stanowej reprezentacji Nowej Południowej Walii w latach 1963–1968 rozegrał dziewięć spotkań.
W 1968 roku otrzymał powołanie do australijskiej kadry w testmeczu debiutując na Lansdowne Road przeciwko Irlandii, dla Wallabies zagrał także w dwóch towarzyskich spotkaniach.

## Działacz i administrator
Pominięty rok później przy powołaniach na południowoafrykańskie tournée skupił się na rozwoju własnej praktyki prawniczej, pozostał jednak związany ze sportem. W latach 1972–1975 był menadżerem zespołów NSW Country, przez kolejne kilka lat tę samą rolę pełnił dla reprezentacji kraju. W 1976 roku został skarbnikiem New South Wales Rugby Union, od 1984 roku natomiast jego prezesem. W tym samym roku został zastępcą prezesa Australian Rugby Union i członkiem komitetu wykonawczego, a także przedstawicielem krajowego związku we władzach IRFB, a wszystkie te role pełnił do roku 1989.
W latach osiemdziesiątych był też jednym z inicjatorów stworzenia Pucharu Świata i znalazł się w komitecie organizacyjnym inauguracyjnej edycji. Był także orędownikiem kompensat finansowych dla zawodników, a następnie profesjonalizmu w tym sporcie. W 1995 roku uczestniczył w podjętej przez magnata medialnego, Kerry Packera, próbie stworzenia zawodowych rozgrywek – World Rugby Corporation za pomocą lukratywnych umów rekrutowała zawodników niezadowolonych z nierównomiernej redystrybucji dochodów z tego sportu prowadzonej przez krajowe związki rugby. Mimo iż zakończyła się ona niepowodzeniem, IRFB ogłosiła sport otwartym za zawodowstwo.
W 1983 roku ukończył studia menedżerskie na Harvard University. Był członkiem władz organizacji branżowych i politycznych. Był członkiem władz National Roads and Motorists' Association od 2002 roku, prezesem został zaś rok później. W 2005 roku został pozbawiony obu stanowisk z uwagi na długi, na które naraził organizację prywatnymi wydatkami i w tym samym roku ogłosił bankructwo.
Dwukrotnie rozwiedziony, czworo dzieci – dwie córki i dwóch synów. Dwa lata po jego śmierci ukazała się książka skompletowana z jego notatek – 5 Self-Guided Walks Around Central Paris.